# 勇者 (YOASOBI歌曲)
〈勇者〉（日语： Yūsha）是日本雙人樂團YOASOBI的第4首實體單曲兼第20首數位單曲，在2023年9月29日由日本索尼音樂娛樂發售。該曲改編自木曾次郎所著的短篇小說《奏送》（奏送），且為電視動畫《葬送的芙莉蓮》第一季的片頭曲。儘管在漢語圈有著好壞參半的評價，但〈勇者〉一曲在日本國內仍取得廣泛的商業性成功，最高峰曾分別在Billboard Japan Hot 100和Oricon單曲銷量榜中位居亞軍和季軍之位。

## 背景與發行
2023年9月1日，改編自山田鐘人原作、阿部司作畫的漫畫系列《葬送的芙莉蓮》的同名動畫發佈其第三部預告片，其中便包括了由YOASOBI操刀的片頭曲〈勇者〉與milet所唱的片尾曲〈Anytime Anywhere〉。在同一天，該雙人組宣佈將在2023年10月4日發行其收錄〈勇者〉為第一首曲子的專輯《THE BOOK 3》。
在〈勇者〉發行前的9月23日，《葬送的芙莉蓮》的完成披露試映會上播放了YOASOBI和milet的祝福語影片。前者在隔天及10月12日接受新聞節目《ZIP!》和《news every.》的採訪，同時也登上《Oggi》雜誌11月號和《週刊少年Sunday》2024年2號刊，講述對〈勇者〉的主題塑造。2023年9月27日，YOASOBI宣佈他們的最新歌曲將在兩天後於數位音樂和串流媒體平台上公開發售，與電視動畫的兩小時四集連播首映日期相同。而限定CD單曲則在12月13日正式公開，並綑綁發售內藏封面由阿部司特別繪畫的小冊子、魔導書風格光碟封套以及捲軸式《奏送》小說的仿古「寶箱」，同時CD也收錄有此前已在11月24日發行、由康妮·青木（Konnie Aoki）翻譯歌詞的英語版〈勇者〉——〈The Brave〉。

## 歌詞與構思
〈勇者〉改編自由原作者山田鐘人監修、木曾次郎撰寫的短篇小說《奏送》（奏送）。作品講述精靈魔法使芙莉蓮在勇者辛美爾死後五年到訪一座名叫「音樂之城」（Music City）的小鎮，並在這充滿音樂的地方中接受一位老婦人的艱難請求。儘管有著歡快的放克風格，但該曲實際上是芙莉蓮的情感變化和其對辛美爾的記憶的交融結果，同時又帶有《葬送的芙莉蓮》動畫的孤獨憂鬱氛圍。〈勇者〉原先較為著重在芙莉蓮旅程的世界觀上，但Ayase和日本索尼音樂娛樂A&R的山本秀哉都對此不太滿意，認為曲子本身「不用過份強調氛圍」。
YOASOBI兩人都是《葬送的芙莉蓮》漫畫的粉絲。一手包辦〈勇者〉的作詞、作曲和編曲的Ayase表示在觀看作品時感受到一種「彌漫在空氣之中的孤獨感」，並稱其創作重點是要盡可能地將「芙莉蓮在冒險進程中開始意識到原先不自知的情感」等原作元素放進歌曲內。在2023年9月23日完成披露會上播放的祝福語影片中，他強調自己已兌現把「把芙莉蓮對勇者的情感和想法的變化融入歌曲中」的承諾，而主唱ikura則對芙莉蓮在旅程期間的改變深感認同，並評論道：「如果我有正確表達到她（芙莉蓮）的情感記憶的話，那就真的太好了」。

## 評價
《Rockin'On Japan》的杉浦美惠讚揚〈勇者〉的詞曲結構充分表述了《葬送的芙莉蓮》的故事，並與YOASOBI在2022年發行的《機動戰士鋼彈 水星的魔女》片頭曲〈祝福〉的主題類似，都強調「生命的意義」和「我們遇到的奇蹟」。Real Sound的石井惠理子表示自己十分欣賞那些不斷呈現動畫故事的歌詞和東洋風的樂句，同時稱讚ikura那具濃厚節奏感、獨立於實際速度之外，且能不帶任何換氣地無縫連接至下一旋律的人聲。The Nerd Stash的喬凡娜·德伊塔（Giovanna De Ita）則把〈勇者〉排在2023年最佳片頭曲的第六位。
儘管大多評論都對〈勇者〉持廣泛好評，但部分樂評對該曲的評價卻呈兩極分化現象，且以漢語圈的聽眾尤甚。正方的讚賞大多集中在歌詞上，認為其充滿芙莉蓮對已逝的辛美爾的回憶，也能從中感受到她們之間的複雜情感；反方則稱明快的曲風與整體節奏溫和緩慢的《葬送的芙莉蓮》本身並不契合，部分網民甚至稱它是YOASOBI出道以來最差的作品。《上報》的「魚子壽司」對此指出YOASOBI過往的動畫歌曲在朗朗上口之餘，歌詞與MV也總能呼應動畫情節，這些佳績拉高了人們的期待，也因此若他們創造不出富深度和觀賞價值的作品的話，便是比以往更差。同時《葬送的芙莉蓮》的粉絲著眼在其磅礡的世界觀、芙莉蓮與新同伴之間的羈絆或人與惡魔的衝突，但改編自《奏送》的〈勇者〉主要講述芙莉蓮的自白，以及辛美爾的理念對她的改變與傳承，兩者實質上有一定不同。情報姬的「春辞」和游戏动力VGN則不約而同將〈勇者〉的爭議歸咎於YOASOBI的「曲風固化」，其中後者指出Ayase酷愛重覆使用王道（IVM7–V7–iii7–vi）和「丸之內」（D♭maj7–C7–Fm7–E♭m7–A♭7）兩大和弦進行的編曲風格，在〈先生〉中嘗試跳出框架卻慘遭滑鐵盧，而被迫重返舒適圈之下，最終出現這次歌曲不搭原作的狀況。

## 音樂錄影帶
2023年9月29日日本時間23:00左右，即《葬送的芙莉蓮》的頭四集首映不久，由該動畫的導演齋藤圭一郎（MADHOUSE）執導的〈勇者〉音樂錄影帶（MV）在Ayase的YouTube及Niconico動畫個人頻道釋出。該MV跟《葬送的芙莉蓮》動畫一樣，主要描述魔法使芙莉蓮、勇者辛美爾、戰士艾冉和僧侶海塔四人的冒險之旅，觀看者能在從中感受到芙莉蓮和辛美爾之間的羈絆，以及後者對前者的巨大影響。至於英文版的音樂錄影帶則在同年11月24日公開。

## 商業成績
發行四天之後，初登版的〈勇者〉在2023年10月4日公佈的《告示牌》熱門百大單曲榜上位列第9位，並在各串流媒體上錄得22,086次的單曲銷售額、242萬6245次播放量與520萬次MV觀看數。該曲在第二週進一步升上同榜的亞軍，僅次於Ado的〈唱〉。儘管數位銷量略微下跌至21,267份，但串流播放和MV觀看分別增加至813萬9175次和900萬，同時背靠背地奪得下載歌曲榜的桂冠，亦在串流歌曲榜上取得殿軍。除此之外，〈勇者〉亦在發行首週登上熱門動畫歌曲榜第4位，並在接續的第二週坐上冠軍寶座。
Oricon方面，〈勇者〉在其2023年10月9日的單曲銷量榜中以25,958下載數空降冠軍，成為YOASOBI第13首冠軍歌，也令他們成為僅次於米津玄師（14）後擁有最多首單曲銷量榜冠軍單曲的藝人；該曲連續三週穩佔首位。〈勇者〉同時在數位單曲榜中取得殿軍，以及單曲合算榜的季軍。

## 現場表演
YOASOBI在2023年11月3日於幕張展覽館舉行的NEX_FEST，以及隔天廣島Marina Hop的FULL POWER FEST音樂節上首次現場表演〈勇者〉。作為同月6–7日酷玩樂團星際漫遊世界巡迴演唱會日本站（東京巨蛋）的特邀嘉賓，他們也在其中演唱了該曲。在YOASOBI的生涯首次亞洲巡演（2023–2024）中，〈勇者〉一曲亦名列在歌單之上。

## 收錄曲目
| 數位下載／串流媒體 | 數位下載／串流媒體 | 數位下載／串流媒體 |
| 曲序               | 曲目               | 时长               |
| ------------------ | ------------------ | ------------------ |
| 1.                 | 勇者               | 3:14               |

| 數位下載／串流媒體（英語） | 數位下載／串流媒體（英語） | 數位下載／串流媒體（英語） |
| 曲序                       | 曲目                       | 时长                       |
| -------------------------- | -------------------------- | -------------------------- |
| 1.                         | "The Brave"（英文版）      | 3:14                       |

| CD單曲（完全生產限定盤） | CD單曲（完全生產限定盤） | CD單曲（完全生產限定盤） |
| 曲序                     | 曲目                     | 时长                     |
| ------------------------ | ------------------------ | ------------------------ |
| 1.                       | 勇者                     | 3:14                     |
| 2.                       | "The Brave"（英文版）    | 3:14                     |
| 3.                       | 勇者（動畫剪輯版）       | 1:30                     |
| 4.                       | 勇者（器樂版）           | 3:14                     |
| 总时长：                 | 总时长：                 | 11:12                    |

## 工作人員名單
來源自Muuseo：
- Ayase – 詞曲、製作人
- ikura – 主音
- 木曾次郎 – 原作故事
- 康妮·青木（Konnie Aoki） – 背景合聲歌詞、英文版歌詞
- 埃博妮·鮑文斯（Ebony Bowens） – 背景合聲
- 克蘿妮·基布爾（Chloe Kibble） – 背景合聲
- 瑪麗斯塔·斯塔布斯（Marista Stubbs） – 背景合聲
- 伊瑪妮·J·道森（Imani J. Dawson） – 背景合聲
- 美美子·戈德斯坦（Mimiko Goldstein） – 背景合聲
- 蘇菲亞·雷（Sofia Ray） – 背景合聲
- 西恩納海岸（Shore Cienna） – 背景合聲
- 海莉·路易斯（Haley Lewis） – 背景合聲
- 約納斯·元·惠特克（Jonas Gen Whitaker） – 背景合聲
- 鈴木小姐（Missy Suzuki） – 背景合聲
- 艾米莉（Emily） – 背景合聲
- Ivy – 背景合聲
- Velvet – 背景合聲
- 齊藤隆之 – 人聲錄製
- 西川原邦生 – 背景合聲錄製
- 岩田祐樹 – 背景合聲錄製
- 福井昌彦 – 混音
- 酒井秀和 – 母帶處理（英语：Mastering (audio)）

## 排行與銷量認證

### 週榜
| 排行榜（2023年）                           | 最高位 |
| ------------------------------------------ | ------ |
| 全球（Billboard Global 200）               | 63     |
| 香港（《告示牌》）                         | 13     |
| 日本（Japan Hot 100）                      | 2      |
| 日本（《告示牌》Hot Animation）            | 1      |
| 日本（Oricon單曲榜）                       | 7      |
| 日本（Oricon單曲合算榜）                   | 3      |
| 台灣（《告示牌》）                         | 4      |
| 美國（《告示牌》World Digital Song Sales） | 9      |

| 排行榜（2023年）         | 最高位 |
| ------------------------ | ------ |
| 日本（Oricon數位單曲榜） | 22     |

| 排行榜（2023年）                | 最高位 |
| ------------------------------- | ------ |
| 日本（Japan Hot 100）           | 81     |
| 日本（《告示牌》Hot Animation） | 16     |
| 日本（Oricon數位單曲榜）        | 6      |

| 地區                                | 认证 | 认证单位/销量 |
| ----------------------------------- | ---- | ------------- |
| 日本（日本唱片協會） （數位下載）   | 金   | 100,000*      |
| 串流媒體                            |      |               |
| 日本（日本唱片協會）                | 金   | 50,000,000†   |
| *僅含認證的實際銷量 †僅含認證的銷量 |      |               |

## 發行歷史
| 地區 | 日期           | 形式                  | 版本                            | 廠牌             | 來源   |
| ---- | -------------- | --------------------- | ------------------------------- | ---------------- | ------ |
| 全球 | 2023年9月23日  | 串流媒體 數位音樂下載 | 日語版                          | 日本索尼音樂娛樂 | [ 60 ] |
| 全球 | 2023年11月24日 | 串流媒體 數位音樂下載 | 英語                            | 日本索尼音樂娛樂 | [ 61 ] |
| 日本 | 2023年12月13日 | CD單曲                | 日語版 英語版 動畫剪輯版 器樂版 | 日本索尼音樂娛樂 | [ 62 ] |

## 獲得獎項與提名
| 年份 | 獎項             | 類別            | 結果 | 來源   |
| ---- | ---------------- | --------------- | ---- | ------ |
| 2023 | 亚洲流行音乐大奖 | 最佳OST（海外） | 提名 | [ 63 ] |

## 外部連結
- YouTube上的 （日語）